# ISO 3166-2:NP
ISO 3166-2:NP è uno standard ISO che definisce i codici geografici delle suddivisioni del Nepal; è un sottogruppo dello standard ISO 3166-2.
Sono assegnati codici all'unica suddivisione amministrativa del paese, ovvero le 7 province; ogni codice è formato da NP- (sigla ISO 3166-1 alpha-2 dello Stato), seguito dalla lettera P e da una cifra.

## Codici

### Province
| Codice | Provincia     |
| ------ | ------------- |
| NP-P1  | Koshi         |
| NP-P2  | Madhesh       |
| NP-P3  | Bagmati       |
| NP-P4  | Gandaki       |
| NP-P5  | Lumbini       |
| NP-P6  | Karnali       |
| NP-P7  | Sudurpashchim |